# مينا كابور
مينا كابور (بالإنجليزية: Meena Kapoor)‏ هي مغنية هندية، ولدت في 1930.

## وصلات خارجية
- مينا كابور على موقع IMDb (الإنجليزية)
- مينا كابور على موقع ميوزك برينز (الإنجليزية)
- مينا كابور على موقع ديسكوغز (الإنجليزية)